# Flueckigera
Flueckigera är ett släkte av kermesbärsväxter. Flueckigera ingår i familjen kermesbärsväxter.
Kladogram enligt Catalogue of Life:
| Flueckigera | \| \| Flueckigera macrantha \| \| \| \| \| \| Flueckigera roseoaenea \| \| \| \| \| \| Flueckigera roseo-aenea \| \| \| \| \| \| Flueckigera seguierodes \| \| \| \| |
|             | \| \| Flueckigera macrantha \| \| \| \| \| \| Flueckigera roseoaenea \| \| \| \| \| \| Flueckigera roseo-aenea \| \| \| \| \| \| Flueckigera seguierodes \| \| \| \| |
|             | Flueckigera macrantha |
|             | |
|             | Flueckigera roseoaenea |
|             | |
|             | Flueckigera roseo-aenea |
|             | |
|             | Flueckigera seguierodes |
|             | |